# Campeonato de Francia de Rugby 15 1964-65
El Campeonato de Francia de Rugby 15 1964-65 fue la 66.ª edición del Campeonato francés de rugby.
El campeón del torneo fue el equipo de Agen quienes obtuvieron su cuarto campeonato.

## Desarrollo

### Segunda Fase
| - Graulhet - Lourdes - Pau - Périgueux - US Bressane - Castres - Saint-Sever - Toulouse Olympique EC - Béziers - Biarritz - Chalon - Cognac - La Rochelle - Dijon - Romans - Saint-Girons | - Aurillac - Brive - Stadoceste - Vienne - Lannemezan - Le Creusot - Saint-Claude - Carmaux - Angoulême - La Voulte - Narbonne - Toulouse - Tulle - Tyrosse - Valence - Lyon OU |

| - Agen - Limoges - Toulon - Racing - AS Saint-Junien - Mazamet - Albi - Chambéry - Dax - Grenoble - Montauban - Perpignan - Mont-de-Marsan - Condom - Paris Université Club - SBUC |